# SSG 랜더스의 선수 목록
다음은 KBO 리그 SSG 랜더스의 연도별 주전 선수 명단이다.
투수는 그 해 최다 이닝 소화 투수를 기록하였다.

## 2021년 -
- 2021년 SSG 랜더스 시즌
- 2022년 SSG 랜더스 시즌
- 2023년 SSG 랜더스 시즌
- 2024년 SSG 랜더스 시즌

| 연도   | 투수   | 포수   | 1루수  | 2루수  | 3루수 | 유격수 | 좌익수   | 중견수 | 우익수 | 지명타자 |
| 2021년 | 폰트   | 이재원 | 로맥   | 최주환 | 최정  | 박성한 | 정의윤   | 최지훈 | 한유섬 | 추신수   |
| 2022년 | 폰트   | 이재원 | 전의산 | 김성현 | 최정  | 박성한 | 오태곤   | 최지훈 | 한유섬 | 추신수   |
| 2023년 | 김광현 | 김민식 | 오태곤 | 최주환 | 최정  | 박성한 | 에레디아 | 최지훈 | 한유섬 | 추신수   |
| 2024년 | 김광현 | 이지영 | 고명준 | 박지환 | 최정  | 박성한 | 에레디아 | 최지훈 | 한유섬 | 추신수   |